# Calavino
Calavino (Calavin in dialetto trentino) è una frazione del comune di Madruzzo, nella provincia autonoma di Trento.
Fino al 31 dicembre 2015 ha costituito, assieme ai centri abitati di Sarche, Ponte Oliveti e a parte della frazione di Lagolo, un comune autonomo, che alla data del suo scioglimento contava 1 544 abitanti.

## Geografia fisica

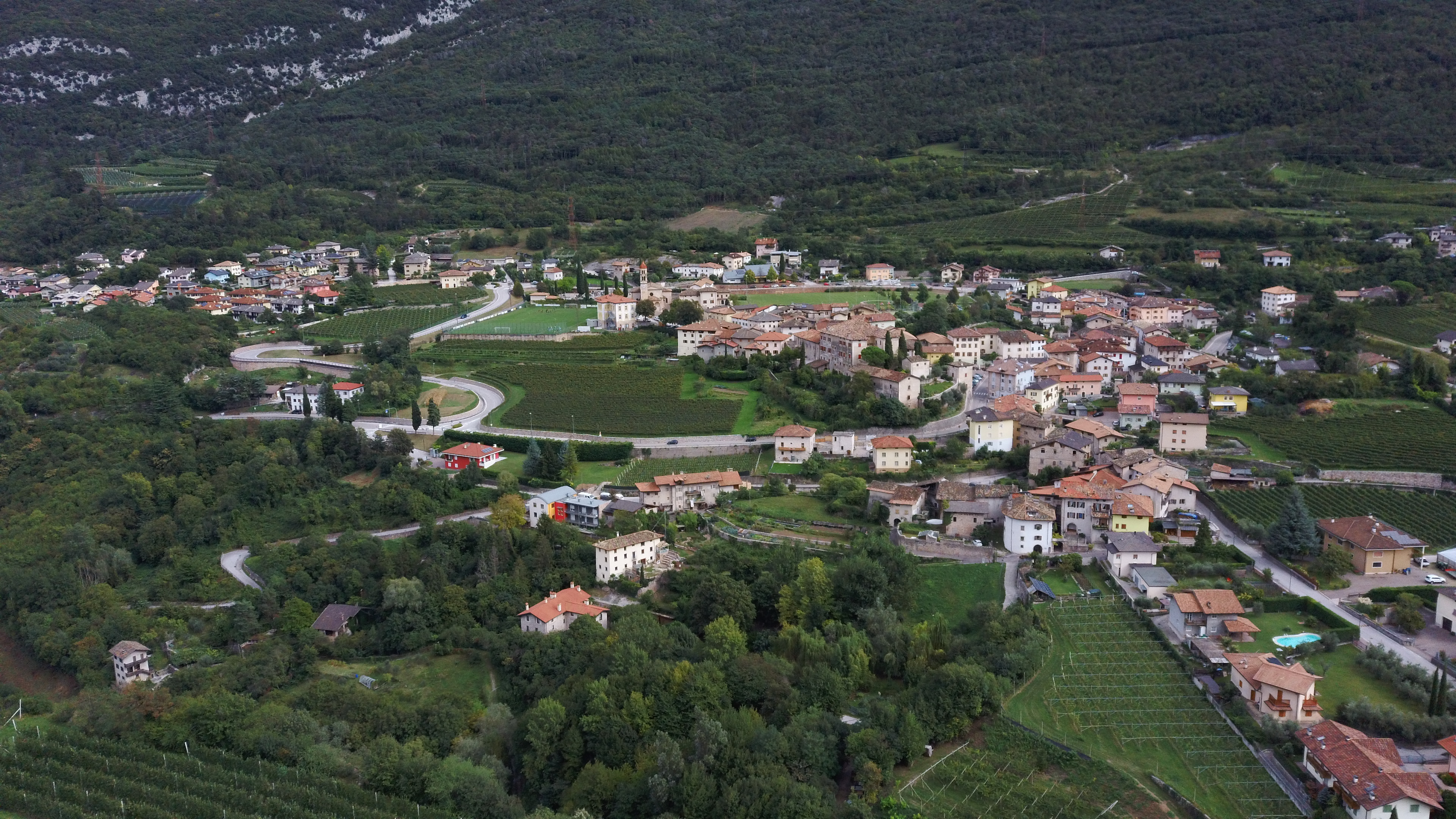
Vista aerea del paese

Il paese di Calavino è situato alle falde occidentali del Monte Bondone nella Valle dei Laghi, a 409 metri di altitudine, a 18 chilometri da Trento, all'imboccatura della Valle di Cavedine. La sua planimetria si sviluppa principalmente lungo il torrente che discende da Lasino, la Roggia di Calavino, alimentato all'estremità meridionale del paese dalla sorgente del Buss Foran.
È costituito da quattro rioni: Mas, Bagnol, Piazza e Casal.

### Clima
Il clima è mite grazie all’influenza del Lago di Garda e dei laghetti circostanti; vi si coltivano infatti olivi e vigneti specializzati con una flora mediterranea.

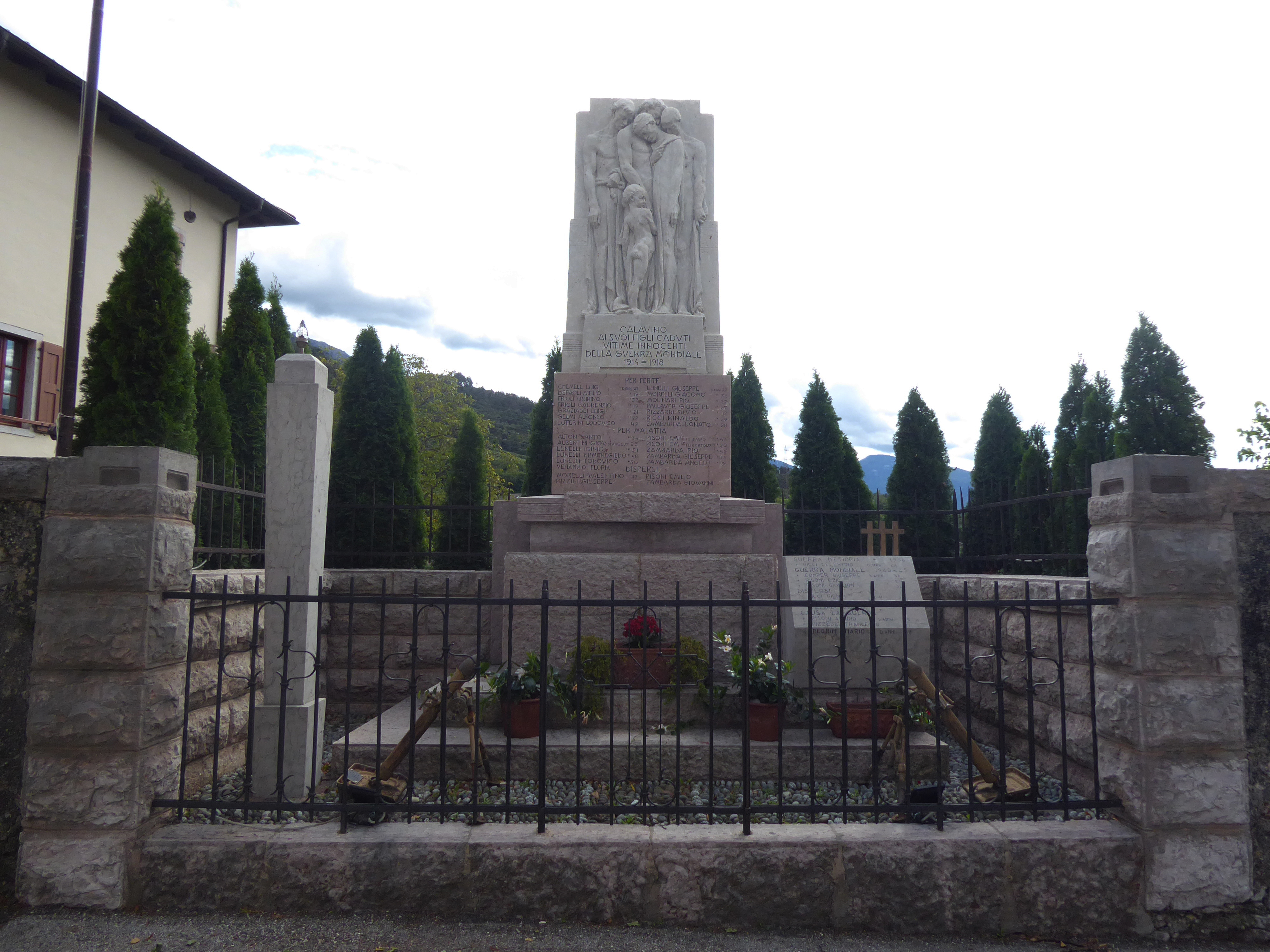
Monumento ai caduti

## Storia
I primi abitanti della zona vivevano di caccia e pastorizia. Con l'andar del tempo, però, appresa meglio l'arte agricola, si trasferirono nella plaga pianeggiante detta Campagna, dove scorreva anche la Roggia di Calavino proveniente da Lasino e che solo più tardi, a causa di alluvioni, prese il corso attuale.
In questo pianoro si costruirono abitazioni più comode, utilizzando il legname del luogo e bonificando nel contempo il terreno necessario alla loro sussistenza.
È di questo conglomerato che i Romani prendono possesso fra il 200 e il 100 a.C., organizzandolo con strade che furono la traccia delle moderne vie di comunicazione. 
Largamente documentata archeologicamente è la romanità della zona sia sul terrazzo del centro storico, sia nella campagna che sui monti.

### Simboli
Lo stemma e il gonfalone erano stati approvati con D.G.P. del 10 novembre 1989, n. 13637.
Stemma
Gonfalone
Sotto il riquadro la dicitura in argento "Comune di Calavino" disposta su tre righe accompagnata da ricami con tralci fruttiferi di vite. Il bilico sarà unito all'asta, ricoperta da una guaina di velluto dai colori alternati argento e azzurro disposti a spirale, mediante un cordone a nappe d'argento.»

## Geografia antropica
L'organizzazione urbanistica del nucleo più vecchio segue l'antica viabilità.
La vecchia strada veniva da Padergnone, attraversava il centro storico e proseguiva per Madruzzo.
Su di essa si affacciavano con portali e simmetriche finestre, talvolta con inserti affrescati, le facciate delle case. La struttura dell'aggregato del "Mas" è medioevale. I suoi caseggiati compatti e massicci, sono ordinati a corti interne vincolate da androni (pòrteghi) aperti sulle due strade maggiori. Le dimore signorili abbinano alla residenza la casa rurale, il cui spazio antistante, cinto da muri con ingresso carraio a portale, è solitamente comune.
Lo spazio pievano composto dalla piazza, dalla chiesa, dal sagrato, dal cimitero, dalla canonica, dalle case coloniche e di servizio annesse, è un esempio dell'organizzazione urbanistica di nucleo religioso, di matrice medioevale, a dimensione valligiana, isolato e allo stesso tempo concentrico rispetto al paese.

## Monumenti e luoghi d'interesse

### Architetture religiose
- Chiesa di Santa Maria Assunta, chiesa parrocchiale.
- Chiesa dei Santi Mauro, Grato e Giocondo in località Corgnon

## Società

### Evoluzione demografica
Abitanti censiti; per gli ultimi censimenti si evidenzia in blu la popolazione residente nel centro abitato di Calavino, in verde quella residente nei vecchi confini comunali.

## Variazioni amministrative
Il territorio comunale di Calavino disegnava una lunga fascia irregolare, trasversale rispetto alla Valle di Cavedine, di cui occupava l'estremo tronco nord. Dal Monte Bondone, m. 1550, scendeva nella Valle del Sarca, dove si allargava ad abbracciare l'intera conca di Toblino. Le acque interne raggiungevano i 5,92 km².  Nel 1928 il comune di Calavino venne soppresso e i suoi territori aggregati al comune di Madruzzo; nel 1953 il comune venne ricostituito (Censimento 1951: pop. res. 1121). Nel 1978 aggregazione di territori staccati dal comune di Lasino (Censimento 1971: pop. res. 86). Il 1º gennaio 2016 si è fuso con Lasino per formare il nuovo comune di Madruzzo.

## Cultura

### Istruzione

#### Eventi

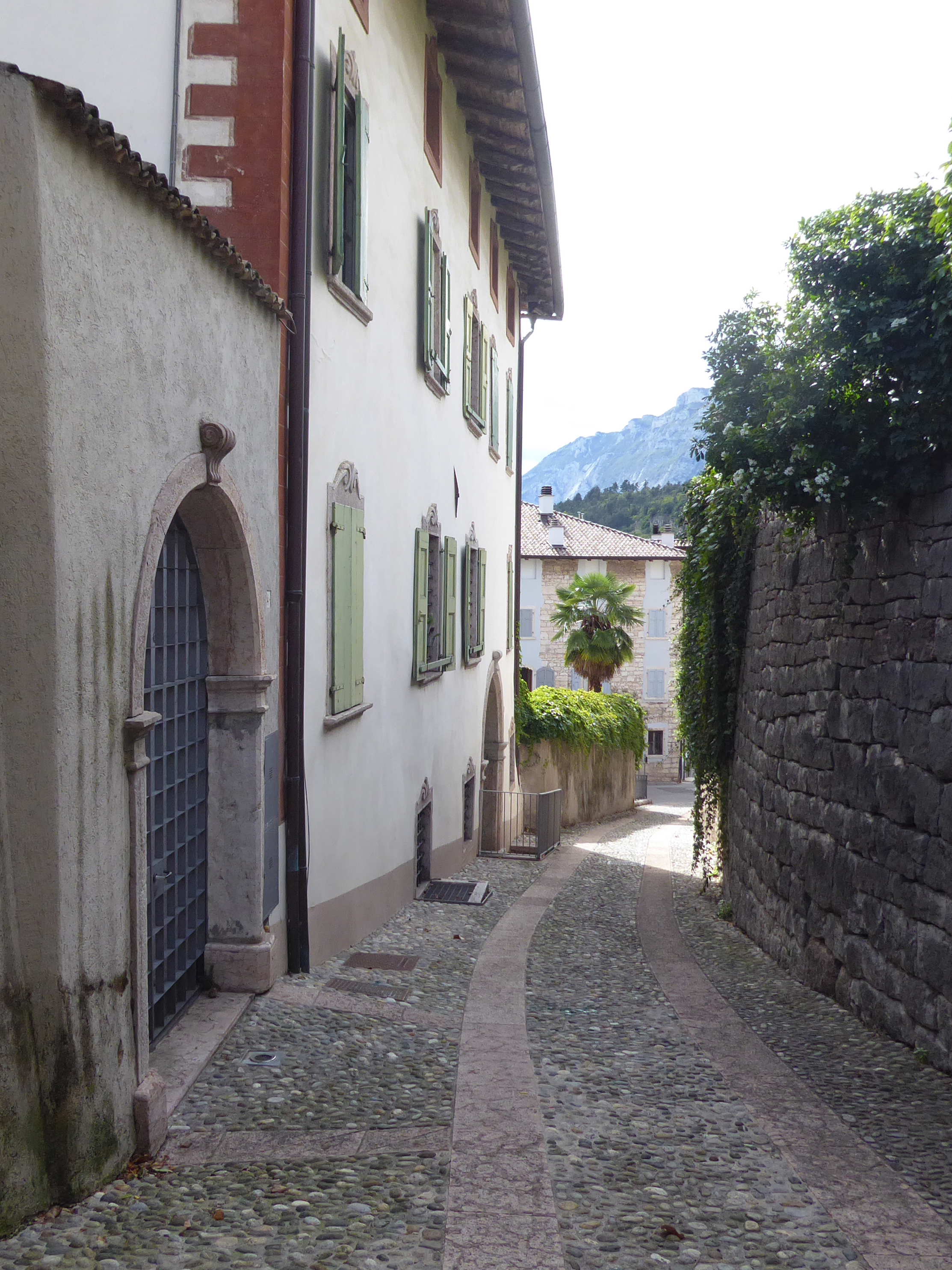
Scorcio del paese

Ogni anno, a luglio, la Pro Loco di Calavino, in collaborazione con le altre associazioni del paese, rievoca il passato e per un fine settimana le vie del paese si trasformano in quelle di un borgo medievale con i suoi momenti di vita quotidiana.
La manifestazione storica è imperniata sul rapporto fra la Comunità di Calavino e la famiglia Madruzzo, che per 119 anni (1539-1658) resse ininterrottamente le sorti del principato vescovile di Trento in uno dei periodi più importanti della storia della chiesa trentina.
Anche se gli avvenimenti che hanno interessato il XVI e XVII secolo riguardarono la città di Trento, rimangono segni tangibili della presenza dei Madruzzo in quei luoghi da cui la famiglia proveniva: i castelli di Madruzzo e di Toblino, la chiesa arcipretale di Calavino con la famosa cappella cinquecentesca, la chiesetta settecentesca dei SS. Mauro, Grato e Giocondo a Corgnon.
Tra Calavino e i Madruzzo si instaurò un rapporto sia giuridico-amministrativo sia di tipo socioeconomico; la gente era impegnata nello svolgimento dei lavori sia nel castello che nelle proprietà agricole, sparse sul territorio, oltre all'assolvimento di oneri feudali.
Nasce così la Carta di Regola di Calavino, una sequenza di 27 articoli che regolamentavano la vita comunitaria, approvata nel 1493 da Giovanni Gaudenzio, padre del Cardinale Cristoforo Madruzzo.
La Carta regolava democraticamente la comunità, organizzata in forma di "regola", che si riuniva annualmente alla presenza del rappresentante della famiglia Madruzzo nella piazza del paese. Nel corso di questo incontro venivano prese delle decisioni rilevanti, come l'elezione delle cariche comunali, il calendario agreste in riferimento allo sfalcio del fieno e al periodo della vendemmia, ecc. 
La convocazione avveniva la sera precedente per mezzo del saltaro, ossia una guardia giurata comunale che passava di casa in casa avvertendo i vicini, termine col quale si indicavano gli abitanti originari del luogo, distinti dai forestieri, ossia coloro che si erano insediati da poco nella comunità, di presentarsi all'indomani in piazza per la regola. La partecipazione era obbligatoria; gli assenti, salvo cause di forza maggiore, venivano multati, verificandone la presenza per appello nominale.
Oltre alle autorità locali, come il maggiore (carica di sindaco) o i giurati (specie di consiglieri), la figura centrale era rappresentata dal regolano, l'incaricato vescovile (per Calavino coincideva con un rappresentante della famiglia Madruzzo o con il Capitano del Castello) che doveva verificare la regolarità delle operazioni assembleari e svolgere anche la funzione di giudice civile fra gli abitanti per eventuali questioni inerenti ai possibili contrasti sul mancato rispetto delle norme statutarie o liti private. 
Il momento più atteso era l'elezione delle cariche pubbliche; il meccanismo elettorale non era del tutto semplice e, al di là delle scelta di persone valide per i posti di maggiore responsabilità, era in uso allora il sistema della rotazione secondo l'ordine progressivo delle abitazioni; prevaleva, quindi, il senso del dovere più che quello dell'onore.
Nella quotidianità l'attività prevalente era legata alla terra, piuttosto diffusa era l'attitudine dei contadini per i lavori artigianali; ossia la realizzazione in proprio di utensili e di vestiario. Calavino possedeva inoltre una notevole ricchezza naturale: la Roggia di Calavino, che costituì per quel tempo e per i secoli seguenti la risorsa fondamentale per lo sviluppo di un'attività artigianale con pochi uguali: fra mulini, fucine, gualchiere, segherie, ecc.
La crescita demografica influenzò l'organizzazione urbanistica del paese nel corso dei secoli, sia nella viabilità, sia nell'attività agricola e artigianale lungo il corso della Roggia portando alla nascita di 4 insediamenti rionali: Mas (il più antico di stampo prettamente artigianale in funzione dei suoi innumerevoli mulini, segherie, fucine, ...), Piazza (il luogo residenziale), Bagnol (contrassegnato dalle numerose sorgenti e dal suo rapporto più stretto, data la vicinanza, con il castello) e Casal (il rione che confinava con la campagna).
Nacque così il "Palio dei Rioni" e gli stendardi per cui battersi, che abbinano i 4 elementi fondamentali a ciascun rione: l'Aria per Piazza, il Fuoco per Mas, l'Acqua per Bagnol e la Terra per Casal. La gara, oltre all'immancabile duello, consiste nell'approvvigionamento idrico, attingendo con antichi recipienti (secchi di legno, botti, ...) l'acqua della fontana della Piazzetta, a cui anticamente potevano rifornirsi gli abitanti del rione.

## Amministrazione

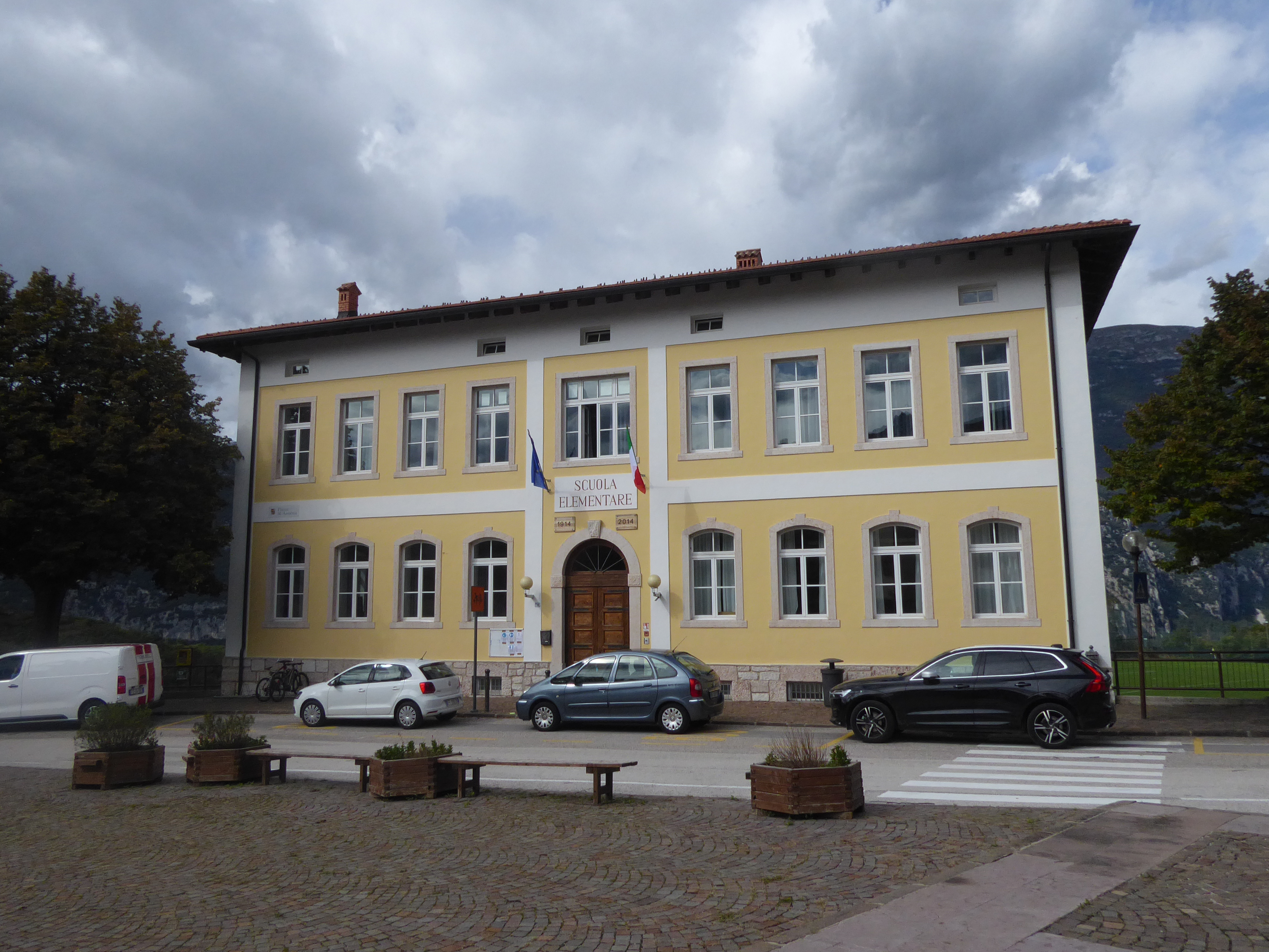
La scuola elementare di Calavino

## Sport

### Calcio
La squadra di calcio di Calavino è l'U.S. Calavino che milita in Seconda Categoria, fondata nel 1968. La migliore stagione in assoluto è stata il 2007/2008 quando militava nella promozione trentina. Nella stagione 2008/2009 i pulcini del Calavino allenati da Filippo Santoni vincono il campionato da imbattuti pareggiando solo con la Sacra Famiglia.
Attualmente la squadra è allenata da Matteo Dallapè.